# Az Almanach projekt
Az Almanach projekt (eredeti cím: Project Almanac) 2015-ben bemutatott amerikai sci-fi, amelyet Jason Harry Pagan és Andrew Deutschman forgatókönyvéből Dean Israelite rendezett (rendezői debütálásaként). A főbb szerepekben Jonny Weston, Sofia Black-D'Elia, Sam Lerner, Allen Evangelista, Virginia Gardner és Amy Landecker látható.
Az Amerikai Egyesült Államokban 2015. január 30-án debütált a mozikban. Magyarországon az HBO mutatta be.

## Rövid történet
Egy csoport tizenéves felfedezi egy időgép titkos terveit, és elkészítik azt. Rövidesen elveszítik az irányítást a dolgok felett.

## Szereplők
| Szereplő         | Színész            | Magyar hang       |
| ---------------- | ------------------ | ----------------- |
| David Raskin     | Jonny Weston       | Baráth István     |
| Jessie Pierce    | Sofia Black-D'Elia | Sipos Eszter Anna |
| Quinn Goldberg   | Sam Lerner         | Szvetlov Balázs   |
| Adam Le          | Allen Evangelista  | Berkes Bence      |
| Christina Raskin | Virginia Gardner   | Lamboni Anna      |
| Kathy Raskin     | Amy Landecker      | Spilák Klára      |
| Ben Raskin       | Gary Weeks         | Király Adrián     |
| Sarah Nathan     | Michelle DeFraites | Csuha Bori        |
| Dr. Lou          | Gary Grubbs        | Törköly Levente   |
| David 7 évesen   | Macsen Lintz       | Pál Dániel Máté   |
| Lottós nő        | Onira Tares        | Martin Adél       |
| Történelemtanár  | Aaron Marcus       | Tarján Péter      |